# Торони
Торони (греч. Τορώνη) — село в Греции, на юго-западном берегу полуострова Ситония, части полуострова Халкидики, на побережье залива Касандра Эгейского моря. Относится к общине Ситония в периферийной единице Халкидики в периферии Центральная Македония. Население 213 человек по переписи 2011 года. 
Древняя Торона была городом, упоминаемым Геродотом и Фукидидом. Залив Касандра назывался Торонским.